# ثقافة العصور الوسطى في بولندا

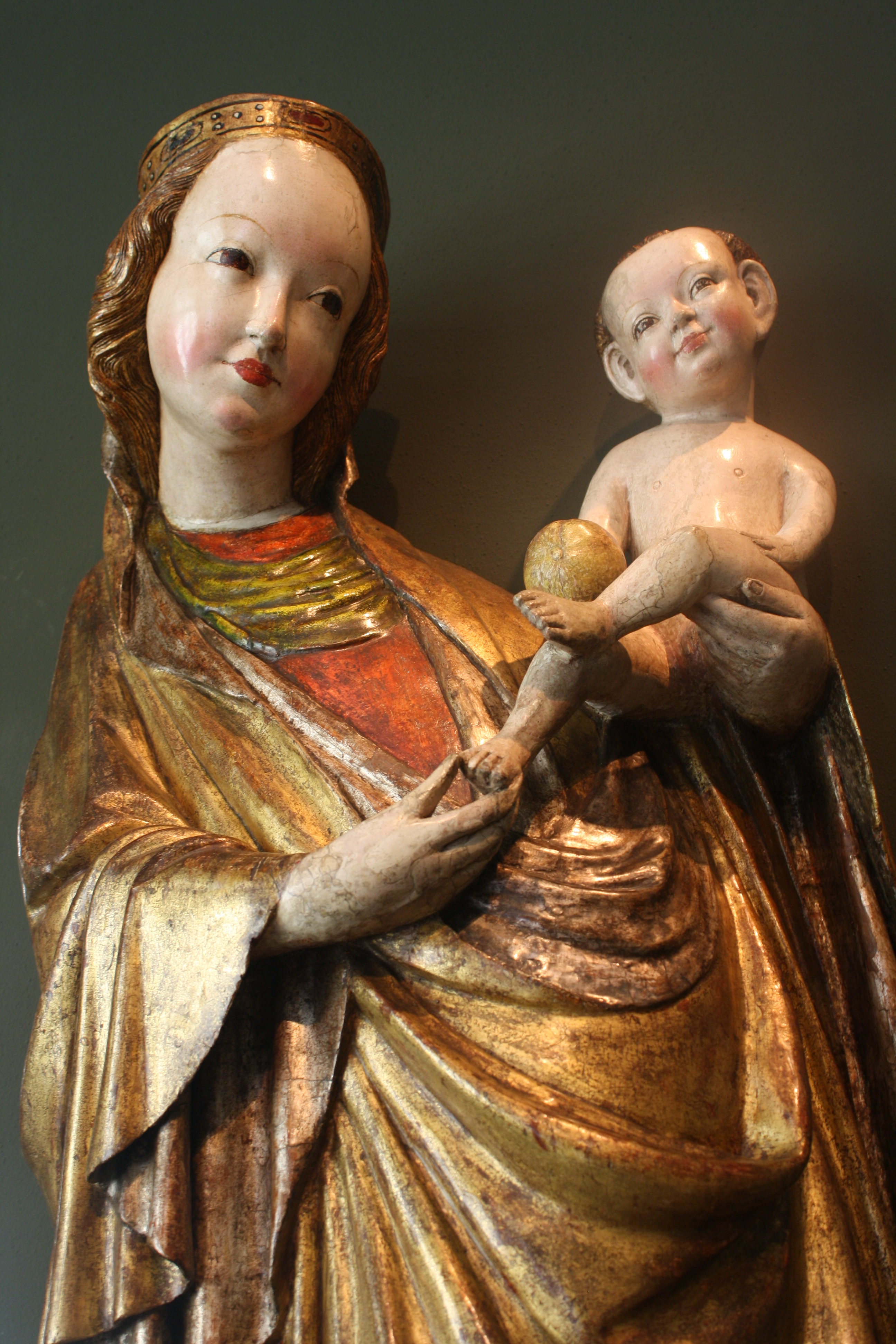

ارتبطت ثقافة بولندا في العصور الوسطى ارتباطًا وثيقًا بالكنيسة الكاثوليكية ومشاركتها في شؤون البلاد، خاصةً خلال القرون الأولى من تاريخ الدولة البولندية. يعود تاريخ أقدم العادات والمنتوجات الصناعية البولندية إلى العصور الوسطى، والذي استمر في بولندا من أواخر القرن العاشر وحتى أواخر القرن الخامس عشر، وتلاه عصر النهضة البولندية.

## القرون الأولى (بين القرن العاشر والثاني عشر)
أدى التنصير في مملكة بولندا، كما في باقي أوروبا، إلى اكتمال الثقافة الوثنية السابقة القائمة على الأساطير الوثنية السلافية القائمة على التراث البولاني مع المسيحية الجديدة في مملكة بولندا في عهد أسرة بيست. كانت الشبكة الإكلريكية في بولندا نحو القرن الثاني عشر، مؤلفة من حوالي ألف أبرشية مجمعة في ثماني أسقفيات.
انتشرت العادات الجديدة مع قيام الكنيسة، والتي قامت بدور النظام التعليمي للدولة. تدير الكنائسُ المدارس لتعليم المقدمات «تريفيا» اللاتينية (النحو والبلاغة والمنطق) والتعاليم «كودريفيا» العلمية (الرياضيات والهندسة وعلم الفلك والموسيقى)، وكانت هذه المدارس مدعومة من مختلف الرتب الدينية التي أنشأت الأديرة في جميع أنحاء المناطق الريفية. بحلول نهاية القرن الثالث عشر، كان يوجد أكثر من 300 دير في بولندا، لنشر الكاثوليكية والتقاليد الغربية: نشرت على سبيل المثال، أول الأديرة البنيديكتية التي بُنيت في القرن الحادي عشر في مدينة تينيك ومدينة لوبين تقنيات زراعية وصناعية غربية جديدة. استخدمت الكنيسة وسيلة قوية أخرى، وهي مهارة الكتابة. كان لدى الكنيسة المعرفة والقدرة على صنع البرشمان للكتابة عليه وتدوين المخطوطات التي نُسخت ووُضعت في المكتبة. وهكذا، كُتبت الأمثلة الأولى للأدب البولندي باللغة اللاتينية. كان من بين هذه الكتابات، أناجيل غنيزنو وبوتسك ومجموعتي نانسس بولتفيانسيس للمخطوطات الذهبية، التي يرجع تاريخها إلى أواخر القرن الحادي عشر. ومن الأمثلة البارزة الأخرى للكتب البولندية الأولى، نذكر كتاب الأساقفة اللاتيني وكتاب أُولبراكت غراديوال للكاتب إرازم سيوك. كما اشتهرت كتابات غالوس أنونيموس ووينسينت كاديوبك بطريقة متسلسلة.
في حين لم تختفِ الموسيقى الشعبية خلال هذا الوقت، إلا أن الموسيقى البولندية القديمة غير معروفة كثيرًا. استُخدمت آلات موسيقية معينة، وهي آلات محلية الصنع (على سبيل المثال، الكمان والقانون والعود والبوق). ظهر الغناء الغريغوري والقصائد الغنائية في الكنائس والأديرة البولندية في نهاية القرن الحادي عشر.
تغيرت الهندسة المعمارية لبولندا أيضًا. لا يزال أكثر من مئة مبنى قائمًا إلى يومنا هذا، ما يدل على رواج وضخامة طراز الهندسة والعمارة الرومانسكية الرومانية. تأثر طراز العمارة بكولونيا الألمانية، خاصة في السنوات الأولى. كان من بين هذه البنايات، سرداب سانت ليونارد الموجود على تلال فافل في كراكوف وكاتدرائية بوتسك، التي بنيت في عام 1144. يمكن العثور على العديد من الكنائس المماثلة في تلك الحقبة -والتي عادة ما تكون مستديرة أو مربعة ذات أقواس نصف دائرية- في جميع أنحاء بولندا، في مدن مثل أوسترو ليدنيكي أو جيسز. مثال آخر لعمارة بولندا المميزة، نذكر كنيسة القديس يعقوب المبنية من الطوب في ساندوميرز، والتي أسسها إيو أودرو في عام 1226، وبناها ابن أخيه القديس جاسك أودرو (ومع ذلك، بُني حرمها على الطراز القوطي المبكر في القرن الرابع عشر). يوجد في الكاتدرائية في جنيزنو مثال مهم للفن الروماني، جنيزنو للأبواب البرونزية (1175 م)، والتي اعتُرف بها كونها أول عمل رئيسي للفن البولندي مع طابع وطني. يصور نقشهم البارز ثمانية عشر مشهدًا لحياة وموت سانت أدلبرت.

## القرون الموالية (بين القرنين الثالث عشر والخامس عشر)
تأثرت ثقافة بولندا منذ القرن الثالث عشر، بشكل متزايد بقوى أخرى غير الكنيسة، إذ بدأت المؤسسات غير الكنسية في اكتساب أهمية هي الأخرى. شهد القرن الرابع عشر أيضًا انتقالًا مهمًا للسلطة، إذ انتقلت من سلالة فاست إلى سلالة ياغيلون. أعدت المدارس طلابها للعمل في مجالات القانون والدبلوماسية والإدارة، وليس الكهنوت فقط. تأسست أكاديمية كراكوف (التي أعيدت تسميتها فيما بعد إلى جامعة ياغيلونيا)، إحدى أقدم الجامعات في العالم، في عام 1364. بدأ القانون البولندي في التطور، إذ سُجلت النصوص القانونية عند المستشارين المدنيين. تطورت العلوم البولندية أيضًا، وأصبحت أعمال العلماء البولنديين معروفة في الخارج. تشمل الأمثلة البارزة للنصوص العلمية البولندية التي نوقشت في أوروبا الغربية، قصص الباباوات والأباطرة مثل مارتنوس بولونوس وأطروحة ويتلو حول البصريات. بحلول نهاية القرن الرابع عشر، تعلم أكثر من 18,000 طالب في أكاديمية كراكوف. زُودت كليات علم الفلك والقانون واللاهوت بعلماء بارزين، على سبيل المثال، ستانيساو من سكالبيرز، وباوي وودكوفيتش، جان يوجوف ووجيتش من برودزيو. طور نيكولاس كوبرنيكوس نظريات فلكية جديدة، ما أحدث تغييرًا ثوريًا في التصور المعاصر للكون.
كما زادت العلاقات بين بولندا والدول الأخرى، إذ سافر بعض الطلاب إلى الخارج للدراسة في جامعة بادوفا وجامعة باريس وغيرها من الأكاديميات الأوروبية الشهيرة. عُزز هذا من خلال طرق أخرى مماثلة، إذ سافر البولنديون إلى الخارج، وزار الأجانب بولندا. امتص البلاط الملكي والدوقي من خلال البعثات الدبلوماسية وامتزاج التحالفات الخارجية، التأثيرات الثقافية الأجنبية. زادت الاتصالات بين البلاط الملكي البولندي والدول المجاورة- المجر وبوهيميا والولايات الإيطالية وفرنسا والولايات الألمانية، وازدادت البلدان مع مرور الوقت. تأثرت بولندا أيضًا بعملية الاستعمار الألماني (التوسع الألماني الشرقي). عندما هاجر المستوطنون الألمان إلى الشرق، نقلوا المعرفة والعادات المختلفة (على سبيل المثال قوانين ماغدبورغ). استقر الألمان في كثير من الأحيان في المدن، وبالتالي أصبحت الثقافة الحضرية البولندية مماثلة لتلك التي في أوروبا الغربية. كانت الثقافة البولندية المُستمدة من المشرق، والتي تأثر بها الغرب، من بين الأسباب الرئيسية لتحالف الاتحاد البولندي الليتواني.
كما هو الحال في الغرب، اكتسبت العمارة القوطية شعبية كبيرة في بولندا، ويرجع ذلك في الغالب إلى تنامي نفوذ الكنيسة وثروتها، بالإضافة إلى المدن التي أصبحت راعيًا رئيسيًا لهذا النمط الجديد من العمارة. إلى جانب التطور الاقتصادي الكبير الذي حدث في عهد كازيمير الثالث الأعظم، أدى هذا إلى تحول كبير في المشهد البولندي، إذ شُيدت مئات المباني القوطية في جميع أنحاء البلاد. بنيت الكاتدرائيات في كراكوف وفروتسواف وجنيزنو وبوزنان على الطراز القوطي أو أعيد بناؤها على الطراز الجديد، وكذلك المئات من الكنائس والأديرة، مثل كنيسة القديسة ماري، في كراكوف وكنيسة كوليجيات في ساندوميرز. كما كثُرت المباني العلمانية القوطية مثل قاعات المدينة، نذكر على سبيل المثال المباني الموجودة في مدينتي كازيميرز وويشليكا الجديدتين. استثمرت مدينة سازيمير أيضًا في تحسين الدفاع. شُيدت أسوار الدفاع عن المدينة والتحصينات الأخرى، بالإضافة إلى القلاع المستقلة. أمرت سازيمير ببناء ما لا يقل عن 40 قلعة جديدة، وتكثيف حراسة المناطق ذات الأهمية الاستراتيجية وخطوط الاتصالات - كانت هذه المناطق عديدة جدًا لدرجة أن هناك طريق باسم أعشاش النسور في بولندا الحديثة). حصلت أكاديمية كراكوف على مقعدها المسمى كوليجيوم مايوس.